# Mark Worthington
Mark Worthington (Bendigo, 8 de junho de 1983) é um basquetebolista profissional australiano, atualmente joga no Brose Baskets Bamberg.